# トビト
トビトは、旧約聖書（カトリック教会では正典だがプロテスタントなどでは外典として扱うなど差がある）の『トビト記』の主人公であり、『トビト記』によればそのほとんどの部分の筆者でもある。
トビトはナフタリ族アシエルの家系に属し、シャルマナサルがアッシリア王のとき捕囚となりニネヴェに連行された。王の役人となり厚遇されたが、次の王センナケリブのとき冤罪を帰せられて逃亡した。のちエサルハドンが即位するとニネヴェに帰った。そこですずめの糞が目に落ちたことが原因で失明をするが、天使ラファエルに助言された息子トビアによって視力を回復した。
その後、120歳でニネヴェにおいて死に、同地に葬られる。なお『トビト記』によればアッシリアが滅びたのはトビトの息子トビアの晩年であるという。

## 関連事項
- 聖書の登場人物の一覧